# Убин (остров)

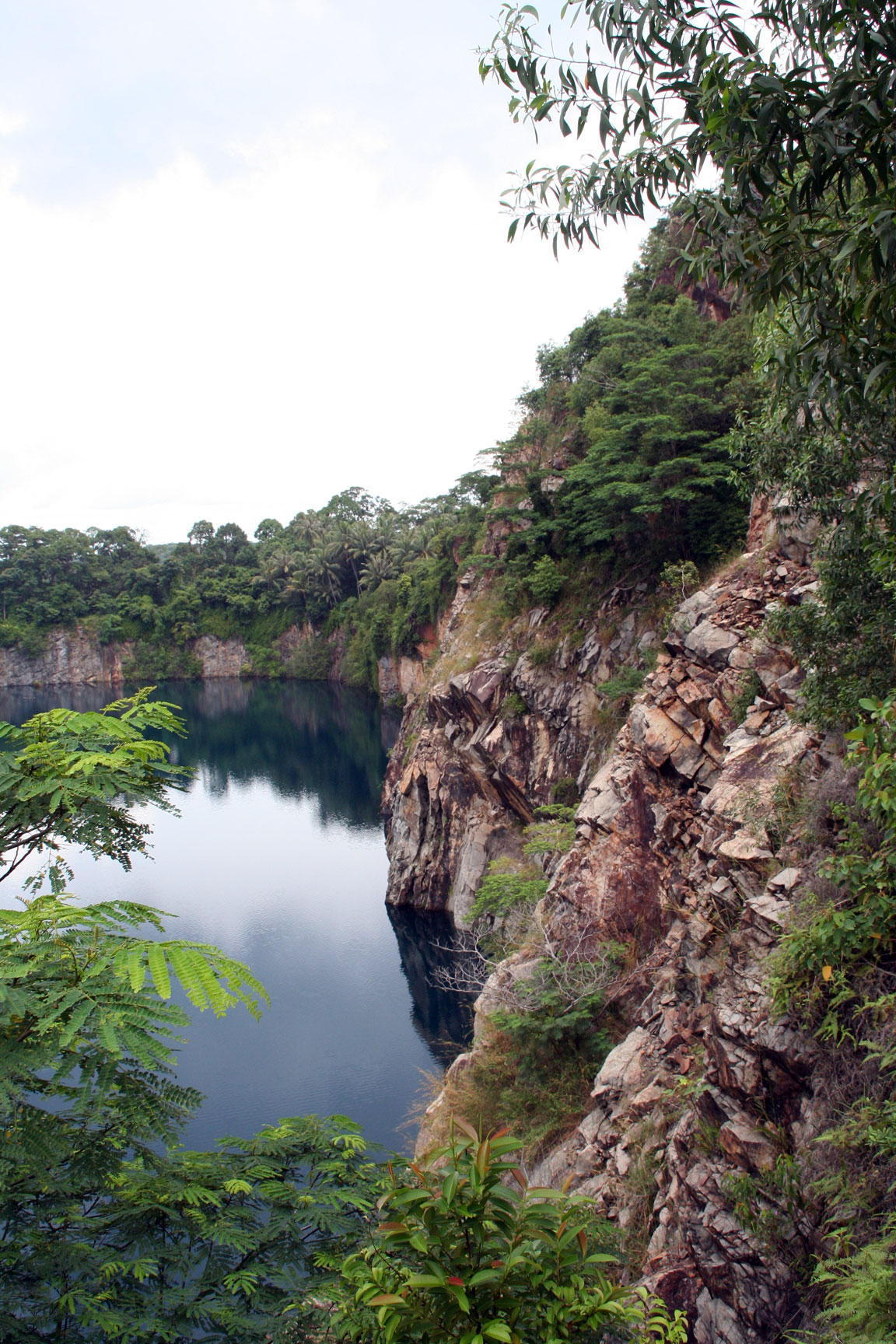
Заброшенный гранитный карьер на острове Убин

Убин (малайск. Pulau Ubin, также Chieo Suar и Ban-Gang) — остров к северо-востоку от Сингапура. В прошлом служил местом добычи гранита, прекращённой в 1960-е годы, в дальнейшем стал популярным объектом туризма.

## География
Убин располагается в Джохорском проливе вблизи от северо-восточной оконечности острова Сингапура. Отделён от главного острова бухтой Серангун. Южнее Убина находятся ещё два небольших острова — Кетам и Секуду.
Ранее представлял собой группу из пяти мелких островов, разделённых приливными реками, но в дальнейшем постройка дамб позволила объединить их. В начале XXI века Убин имеет форму бумеранга общей площадью 10,2 км² и протяжённостью 8 км с востока на запад и 1,5 км с севера на юг. Высшая точка острова — Букит-Пуака — возвышается на 75 м над уровнем моря.

### Природа
Значительная часть Убина имеет статус восстанавливаемой природной зоны. На острове насчитывается более 720 видов растений, из которых 8 не встречаются более нигде в Сингапуре. Убин служит местом обитания 30 видам млекопитающих, 40 видам пресмыкающихся, 7 видам земноводных и более чем 200 видам птиц. Кроме того, на нём насчитываются почти 200 видов бабочек и свыше 50 видов стрекоз.

## История
На малайском название значит «Гранитный остров», что связано с историей добычи на нём гранита. Во времена пребывания острова под властью Джохорского султаната в XVI и XVII веках его населяли оранг-лауты, бугисы и яванцы. В 1840-е годы на Убине начали селиться также китайцы, которые и развернули добычу гранита. В следующем десятилетии были основаны государственные каменоломни, в которых заключённые добывали гранит для строительства различных сооружений — маяков, Джохорско-Сингапурской дамбы, подземных водохранилищ, военных укреплений и Сингапурского порта.
Помимо государственных каменоломен, к 1930-м годам на острове действовали ещё 10 каменоломен, принадлежащих 9 разным компаниям. К 1950-м годам половина каменоломен была закрыта, а в 1960-е годы добыча гранита полностью остановлена. От примерно 2000 жителей, насчитывавшихся на Убине в 1950-е годы, в 1987 году осталась тысяча, в 2001 году 139 и к середине 2010-х годов — между 30 и 40.

## Транспорт
Посетители могут добраться на остров на корабле от пассажирского порта Чанги. Дорога занимает 10 минут. На острове можно перемещаться на велосипеде, который можно взять в прокат.